# Blätterpilz
Die Einteilung der Lebewesen in Systematiken ist kontinuierlicher Gegenstand der Forschung. So existieren neben- und nacheinander verschiedene systematische Klassifikationen. 
Das hier behandelte Taxon ist durch neue Forschungen obsolet geworden oder ist aus anderen Gründen nicht Teil der in der deutschsprachigen Wikipedia dargestellten Systematik.

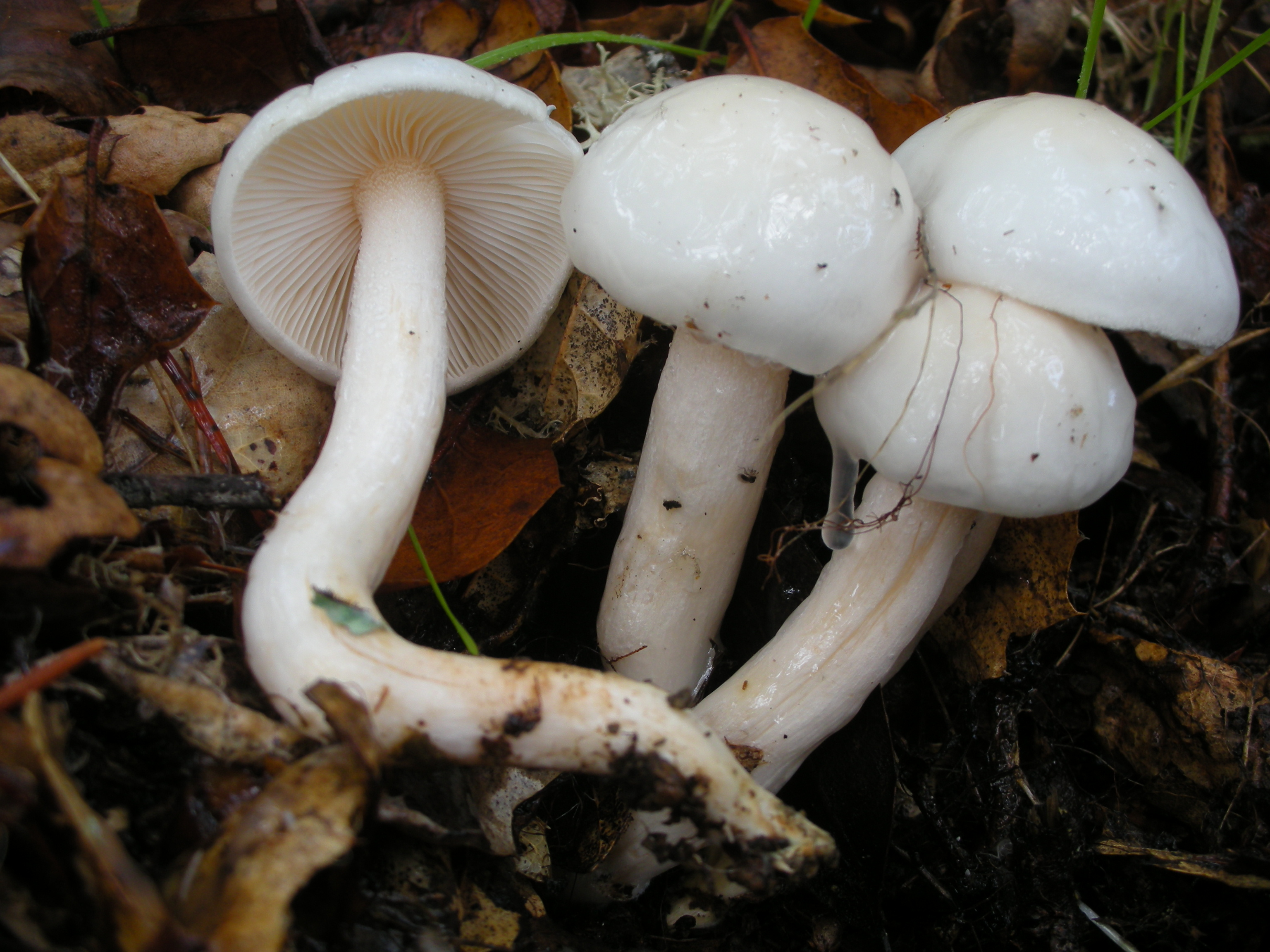
Elfenbein-Schneckling
Hygrophorus eburneus

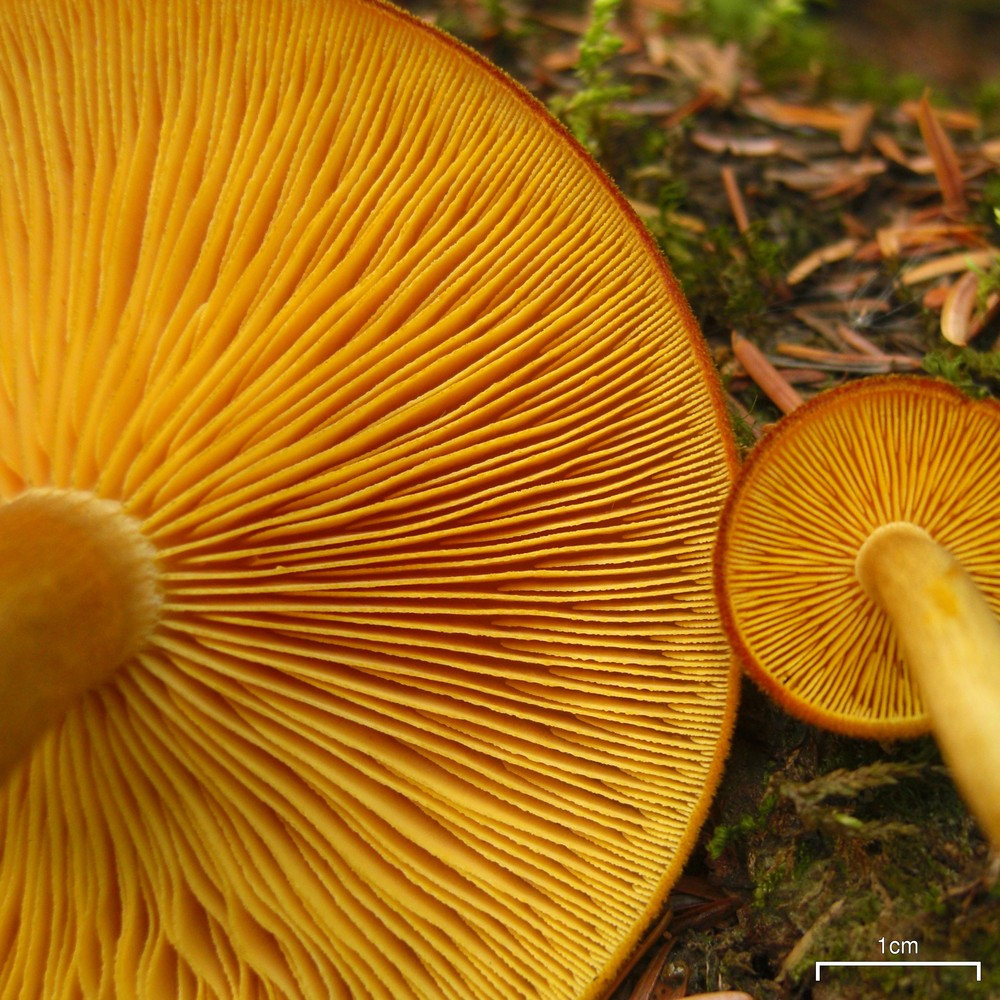
Lamellen oder „Blätter“ des Olivgelben Holzritterlings (Tricholomopsis decora)

Als Blätterpilze oder Lamellenpilze werden Ständerpilze bezeichnet, deren gestielte oder flach am Substrat anliegenden Hüte auf der Unterseite ein lamellenförmiges Hymenophor ausbilden. Im weiteren Sinn zählen dazu auch porlingsartige, konsolenförmige Fruchtkörper, die unten eine lamellige Struktur aufweisen, wie zum Beispiel die Gattungsvertreter der Blättlinge (Gloeophyllum) oder einige Trameten (Trametes).

## Merkmale
Zur Bestimmung von Blätterpilzen im engeren Sinn sind folgende Merkmale relevant:
- Farbe des Sporenpulvers
- Ansatz der Lamellen am Stiel (frei, angewachsen, herablaufend usw.)
- Struktur der Huthaut (glatt, faserig, schuppig, trocken, schleimig etc.)
- Art des Velums (Scheide, Stielring, Hutflocken, Schleier)
- chemische Farbreaktionen des Fleischs und der Sporen

## Geschichte
Blätterpilze war früher auch der deutsche Trivialname für die Ordnung Agaricales, als diese nur Hutpilze umfasste, deren Fruchtkörper Lamellen (= „Blätter“) besitzen. Heute eignet sich der Begriff nur noch für die morphologische Definition von Fruchtkörpern, weil die Agaricales auch Arten ohne typische äußerliche Merkmale von Blätterpilzen beinhalten. Dazu zählen unter anderem die keulenförmigen bis korallenartig verzweigten Keulchen (Clavaria), die mehr oder weniger runden Boviste (Bovista) sowie die unterirdisch fruktifizierenden Heidetrüffeln (Hydnangium).
Auch in anderen Ordnungen existieren Arten, die Fruchtkörper mit Lamellen aufweisen: Die am Artikelanfang bereits erwähnten Blätterporlinge werden zu den Stielporlingsartigen (Polyporales) gerechnet, die Afterleistlinge (Hygrophoropsis) gehören zu den Dickröhrlingsartigen (Boletales) und die Milchlinge (Lactarius) sind Bestandteil der Täublingsartigen (Russulales).